# Mel Carnahan
Melvin Eugene "Mel" Carnahan, född 11 februari 1934 i Birch Tree, Missouri, död 16 oktober 2000 i Jefferson County, Missouri, var en amerikansk demokratisk politiker. Han var Missouris viceguvernör 1989–1993 och guvernör från 1993 fram till sin död i en flygolycka i oktober 2000. Postumt besegrade han John Ashcroft i senatsvalet 2000 och änkan Jean Carnahan utnämndes till senaten i hans ställe.
Carnahan utexaminerades 1954 från George Washington University. Han tjänstgjorde i USA:s flygvapen och avlade 1959 juristexamen vid University of Missouri. Som Missouris finansminister (state treasurer) tjänstgjorde han 1981–1985.
Carnahan efterträdde 1989 Harriett Woods som Missouris viceguvernör och efterträddes 1993 av Roger B. Wilson. År 1993 efterträdde han John Ashcroft som guvernör.
I senatsvalet 2000 utmanade han sittande senatorn Ashcroft. Mitt under kampanjen omkom han tillsammans med sonen Roger och kampanjmedarbetaren Chris Sifford i en flygolycka. Änkan Jean meddelade att hon tar emot utnämningen till senaten ifall väljarna i Missouri röstar på demokraternas kandidat, på pappret Mel Carnahan, då det inte fanns tid att officiellt byta kandidat. Efter valsegern utnämnde Roger B. Wilson Jean Carnahan till senaten.